# Krzyż Napoleoński (Bory Tucholskie)

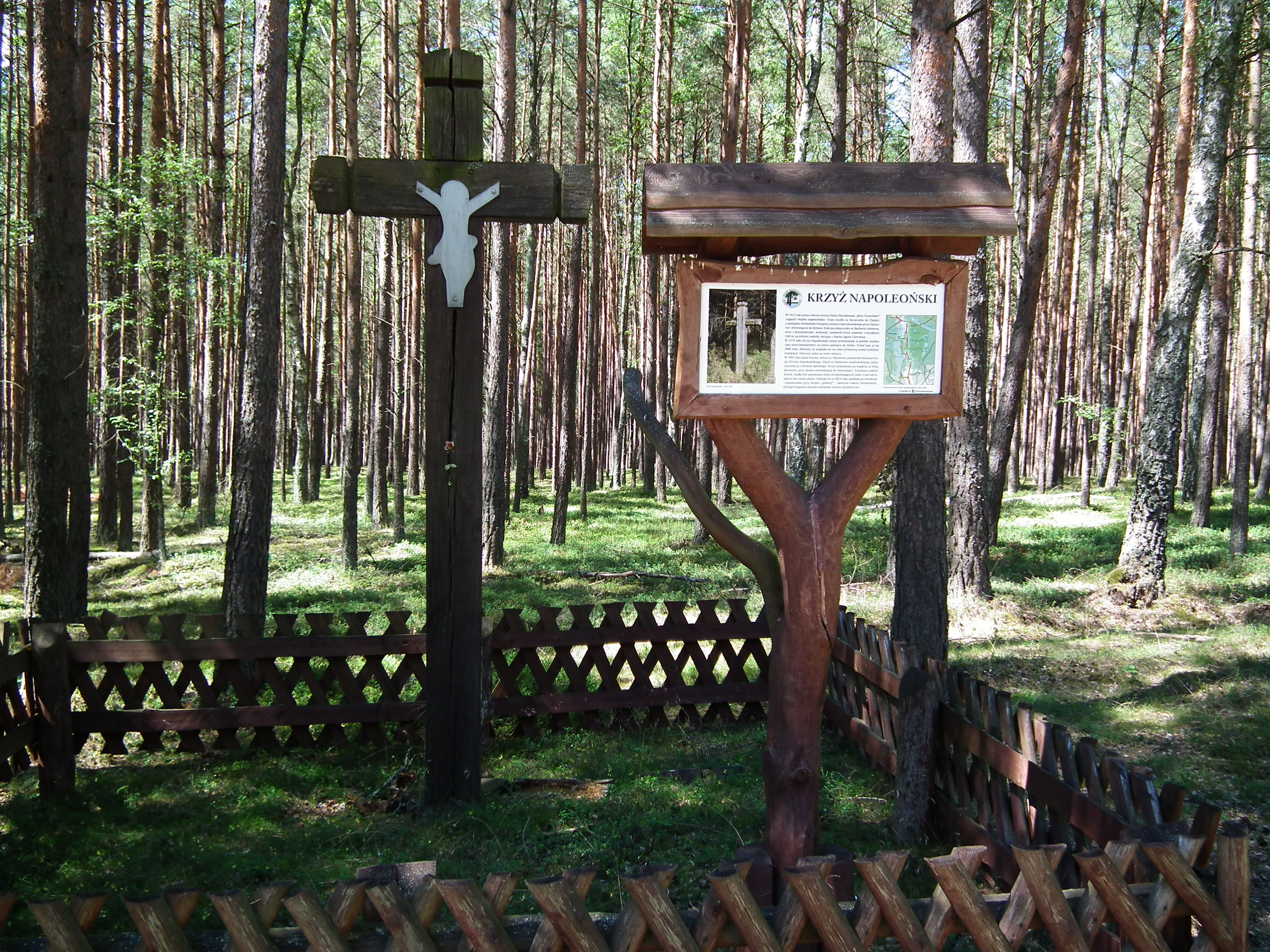
Krzyż i tablica informacyjna

Krzyż Napoleoński – drewniany krzyż z blaszanym krucyfiksem, zlokalizowany na terenie Parku Narodowego Bory Tucholskie, przy Drodze Pilskiej, łączącej Drzewicz z Bachorzem (gmina Chojnice).

## Historia
Pierwotny krzyż postawili żołnierze armii napoleońskiej (m.in. legioniści polscy), którzy w 1812 przemieszczali się tędy w drodze ze Szczecinka, przez Chojnice, Bachorze i Swornegacie w kierunku Bytowa. Podczas popasu w Bachorzu, wraz z miejscowymi chłopami, postawili krzyż sosnowy o wysokości 5,60 metra. Z blachy wycięli i zawiesili krucyfiks. W 1979 krzyż przeniesiono na teren parku narodowego, w pobliże wydmy zlokalizowanej na wschód od Bachorza. W 2008 został usunięty i oddany do renowacji, gdyż jego stan techniczny był bardzo zły.

## Kopia
Dębową kopię krzyża wykonał w 1982 Stefan Jażdżewski, na zlecenie leśniczego z Bachorza - Egona Raszke. Ustawiono ją przy drodze do Swornegaci, ale nie była tam odwiedzana, z uwagi na położenie na uboczu, z dala od szlaków turystycznych. W 2010 krzyż ten poddano renowacji i ustawiono przy dawnym trakcie furmańskim, czyli Drodze Pilskiej (obecna lokalizacja). Oryginalny krzyż pozostaje nadal niedostępny dla turystów.

## Dostęp
Dojście do krzyża szlakami:  zielonym Strugi Siedmiu Jezior i  czerwonym Kaszubskim im. J. Rydzkowskiego, na odcinku z Bachorza do Starej Piły.